# Helmut Grob (Tischtennisspieler)
Helmut Grob (* 13. Mai 1968 in Augsburg) ist ein deutscher Tischtennisspieler. Er ist deutscher Jugendmeister und Mannschaftsmeister mit dem ATSV Saarbrücken.

## Jugend
Grob schloss sich dem Verein VSC 1862 Donauwörth an. 1985 wurde er in Wuppertal Deutscher Jugendmeister im Einzel und im Doppel (mit Thomas Wetzel). Mehrmals wurde er für die Teilnahme an Jugend-Europameisterschaften nominiert.

## Erwachsene
1985 wechselte er in die Bundesliga zum ATSV Saarbrücken mit dem er 1989 die deutsche Mannschaftsmeisterschaft gewann. Beim Bundesranglistenturnier TOP-12 1988 erreichte er Platz 4. 1989 nahm er an der Weltmeisterschaft in Dortmund an den Individualwettbewerben teil.
Ab 1991 spielte Grob für den Post SV Augsburg in der 2. Bundesliga, später arbeitete er hier als Spielertrainer (der Verein nannte sich inzwischen Post SV Telekom Augsburg).

## Privat
Grob ist verheiratet.

## Turnierergebnisse
| Verband | Veranstaltung     | Jahr | Ort      | Land | Einzel    | Doppel    | Mixed      | Team |
| ------- | ----------------- | ---- | -------- | ---- | --------- | --------- | ---------- | ---- |
| FRG     | Weltmeisterschaft | 1989 | Dortmund | FRG  | letzte 64 | letzte 64 | letzte 128 |      |